# Шеминон
Шеминон (фр. Cheminon) насеље је и општина у североисточној Француској у региону Шампањ-Арден, у департману Марна која припада префектури Витри ле Франсоа.
По подацима из 2011. године у општини је живело 626 становника, а густина насељености је износила 22,68 становника/km². Општина се простире на површини од 27,6 km². Налази се на средњој надморској висини од 150 метара.

## Демографија
| 1962. | 1968. | 1975. | 1982. | 1990. | 1999. | 2011. |
| ----- | ----- | ----- | ----- | ----- | ----- | ----- |
| 685   | 705   | 619   | 736   | 707   | 640   | 626   |

График промене броја становника у току последњих година